# Darwinpark
Het Darwinpark is een park in Zaandam (gemeente Zaanstad). Het Darwinpark is een van de groene longen van de stad.

## Geschiedenis
Het park is genoemd naar Charles Darwin en is rond 1970 ontstaan.
Het oorspronkelijke ontwerp was niet erg succesvol: het park was een doorgangsgebied.
Vanaf 2000 is het Darwinpark grondig gerenoveerd en is qua karakter sterk veranderd: het wordt nu een verblijfsgebied. Het nieuwe ontwerp van het Darwinpark is gebaseerd op de toekomstvisie op het Darwinpark, (het ‘Landart-rapport’, 2000) van Nicole van der Heijden en Jaap Velserboer.
Het zuidelijke deel van het Darwinpark staat in het teken van natuur en educatie: een schooltuinencomplex, de kinderboerderij Darwinpark, Natuurmuseum E.Heimans, het Biologisch lescentrum. Daarnaast zijn er langs het noord-zuidpad vier thematuinen (bostuin, moerastuin, grastuin en watertuin) met kunstwerken, ontworpen door Kees Bierman. Ook is er een ouderenbeweegplek en zijn er jeu de boulesbanen. In 2015 werd in het Darwinpark het eerste Tiny Forest (ook "Kleine Wildernis") van Nederland en van Europa aangelegd.
Het noordelijke deel is bestemd voor recreatie en cultuur.